# Kino Moskwa w Warszawie

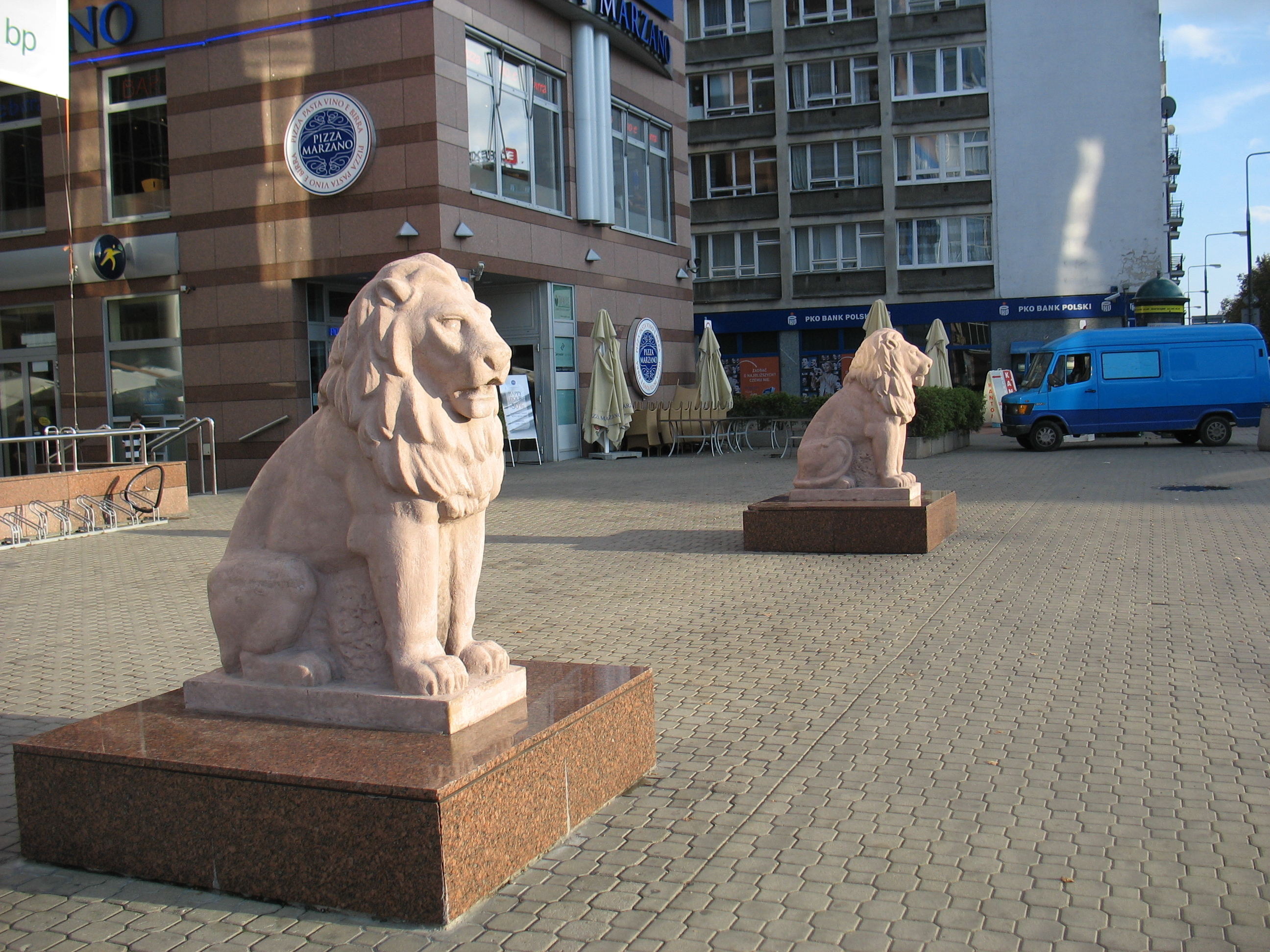
Kamienne lwy autorstwa Józefa Trenarowskiego, znajdujące się kiedyś przed wejściem do kina Moskwa, ustawione przed biurowcem Europlex przy ul. Puławskiej 17

Kino „Moskwa” – kino działające w latach 1950–1996 przy ulicy Puławskiej 19 w Warszawie. Było największym kinem w powojennej Warszawie.

## Historia
Budynek kina wzniesiono według projektu Kazimierza Marczewskiego i Stefana Putowskiego. Był to wolnostojący budynek przy ul. Puławskiej 19, naprzeciw wylotu ul. Rakowieckiej. Kino zostało oddane do użytku 22 lipca 1950, w Święto Odrodzenia Polski. Posiadało nowocześnie urządzone wnętrza ze 1012 miejscami dla widzów (według innego źródła – 1260 miejscami). We wrześniu 1951 przed budynkiem kina ustawiono dwa kamienne lwy dłuta Józefa Trenarowskiego.
Było największym kinem w powojennej Warszawie oraz jednym z najnowocześniejszych i najelegantszych kin PRL. Początkowo miało nosić nazwę „Wieczór”, którą jednak zmieniono na „Moskwa”. W latach siedemdziesiątych i osiemdziesiątych XX wieku w ramach Konfrontacji Filmowych, poza standardowym repertuarem, wyświetlano w nim filmy będące laureatami międzynarodowych festiwali filmowych.
W 1981 budynek kina został uwieczniony przez Chrisa Niedenthala na jednym z ikonicznych zdjęć (zob. zdjęcie Czas apokalipsy) z okresu stanu wojennego, przedstawiającym transporter opancerzony SKOT stojący na tle reklamy filmu Czas apokalipsy Francisa Forda Coppoli, znajdującej się na budynku kina. Fotografia została wykonana z klatki schodowej kamienicy przy Rakowieckiej.
Ostatni seans filmowy odbył się 30 kwietnia 1996 roku. Wyświetlono film Dziwne dni. Rozbiórkę kina rozpoczęto w tym samym roku, a na jego miejscu wzniesiono biurowiec Europlex, w którym mieściło się m.in. kino Silver Screen. Z dawnego gmachu zachowały się tylko rzeźby dwóch lwów autorstwa Józefa Trenarowskiego, wykonane oryginalnie z narzutu cementowego na szkielecie stalowym, z wierzchnią warstwą imitującą czerwony piaskowiec na bazie cementu. Zostały one umieszczone na chodniku przed biurowcem od strony ulicy Puławskiej.

## W kulturze
Historię kina i wspomnienia jego pracowników oraz rozbiórkę budynku dokumentuje film Moja Moskwa Piotra Morawskiego z 1996. Śpiewa o nim także Pablopavo w piosence Oddajcie kino Moskwa oraz zespół Koniec Świata w swoim utworze „Kino Mockba”. Kino występuje też w jednym z epizodów serialu „Wojna domowa” w reżyserii Jerzego Gruzy.
Kino Moskwa pojawia się także w komedii Ile waży koń trojański? w reżyserii Juliusza Machulskiego. Kino Moskwa widać w tle, kiedy Zosia macha do Kuby Radeckiego (Radecki odmachuje, jednak nie Zosi, a swojej własnej żonie). Tłem tej sceny jest właśnie kino Moskwa oraz wielki napis reklamujący premierę ówczesnego hitu kinowego Kingsajz.